# Neue Ostpolitik

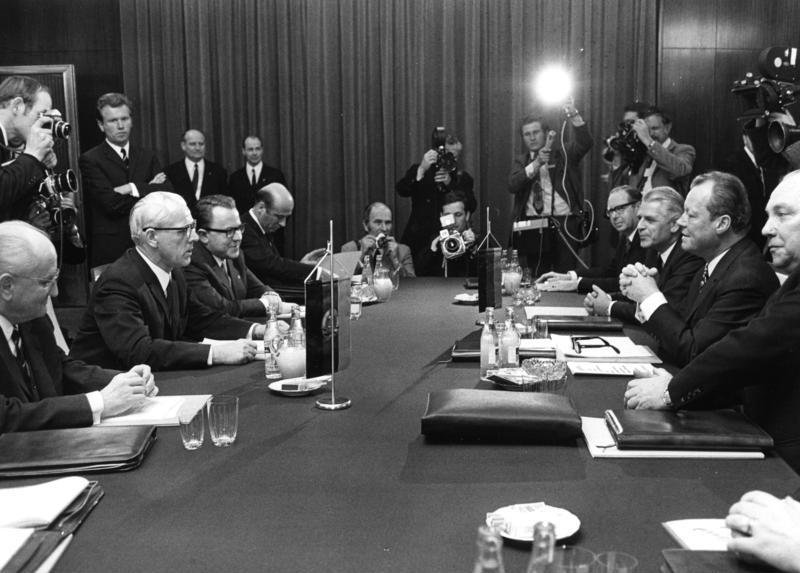
Ontmoeting in 1970 tussen de regeringen van de Bondsrepubliek en de DDR. Links voorzitter van de Ministerraad van de DDR Willi Stoph, rechts bondskanselier Willy Brandt.

Onder Neue Ostpolitik verstaat men de politiek van ontspanning die rond 1970 door de Bondsrepubliek Duitsland (BRD) werd gevolgd. Het concrete resultaat waren verdragen met de Sovjet-Unie, Polen (beide 1970), de Duitse Democratische Republiek (1972) en Tsjecho-Slowakije (1973).

## Begrip
Binnen en buiten Duitsland wordt de uitdrukking vaak tot Ostpolitik verkort, maar de beleidsvoerders ging het juist om een andere politiek tegenover het Oosten dan in de jaren daarvoor. Ostpolitik, schrijft de historicus Edgar Wolfrum, werd lange tijd met Hitler of "Rapallo" (het Duitse-Sovjet verdrag van 1922) geassocieerd, met een ambivalente of zelfs antiwesterse politiek. De politiek van Brandt en zijn sozialliberale Koalition wilde echter de bindingen met het Westen (bijvoorbeeld via de NAVO en de Europese instituties) niet door een samenwerking met het Oosten vervangen maar eerder aanvullen. Daarom is het gepast van Neue Ostpolitik te spreken, volgens Wolfsrum.
Overigens was Egon Bahr achter de schermen de 'architect van de Ostpolitik. Bahr trad op als de belangrijkste adviseur van Willy Brandt en bedacht - al in 1963 - de kernleus voor de toenadering van de BRD tot de DDR die kenmerkend was voor de Ostpolitik: 'Wandel durch Annäherung'.

## Geschiedenis

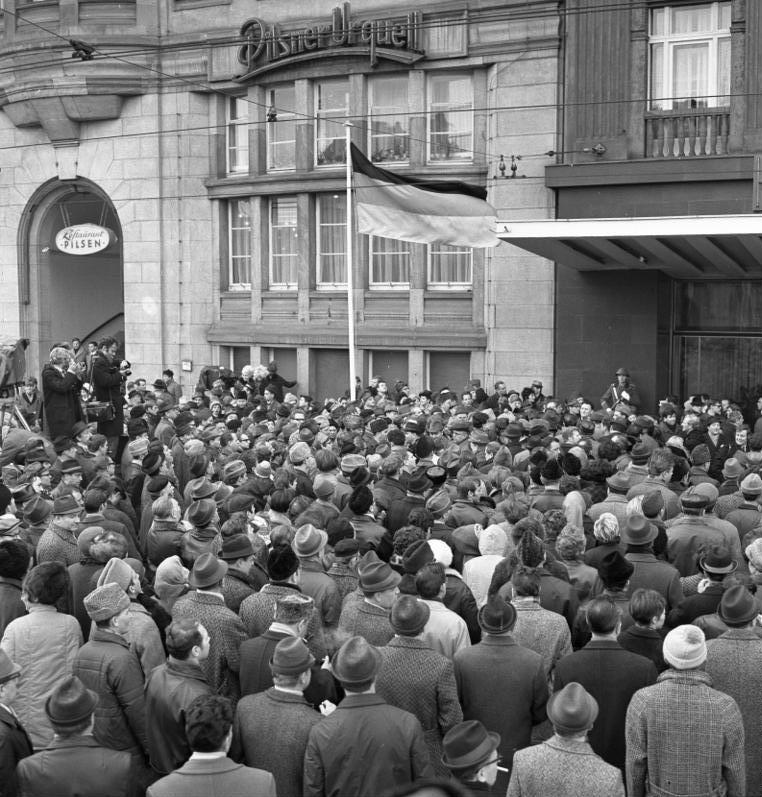
DDR-burgers voor het Erfurts hotel waar Brandt tijdens zijn bezoek logeerde, 1970.

De sociaaldemocraat Willy Brandt had al in de jaren zestig graag een zekere samenwerking met de communistische dictaturen in Oost-Europa gezien, in een tijd, dat de Bondsrepubliek alleen met de Sovjet-Unie diplomatieke betrekkingen had. In 1969 werd Brandt bondskanselier in een coalitie met de liberale FDP. Zijn beleid leidde tot een de facto-erkenning van de Duitse Democratische Republiek, de communistische dictatuur in het oosten van Duitsland. De bedoeling was om meer reizen tussen Oost en West mogelijk te maken. Brandt tekende ook een verdrag met Warschau dat de grens tussen Polen en Duitsland erkende (de uiteindelijke erkenning volgde in 1990). Zijn buitenlands beleid maakte Brandt in 1971 winnaar van de Nobelprijs voor de Vrede.
De Neue Ostpolitik van de sociaaldemocratisch-liberale coalitie werd bekritiseerd door de christendemocratische oppositie, vooral haar rechtervleugel. De kritiek luidde dat Brandt rechtsposities te makkelijk weg zou geven zonder dat er werkelijk verzoening tussen de volken kwam. Toch namen de christendemocraten in 1982, toen ze met Helmut Kohl weer de bondskanselier stelden, de politiek van beperkte samenwerking over.
Het succes van de verdragen met het Oosten betekenden nog niet het einde van de Koude Oorlog, anders dan sommige tijdgenoten dachten. Toch waren de verdragen de basis voor een geleidelijke normalisering van de Oost-West-relaties. De situatie van West-Berlijn werd veiliger, ook al kon de stad nog niet een gewone deelstaat van de Bondsrepubliek worden, zoals Brandt had gehoopt. Vooruitgang was er ook op humanitair gebied.
De DDR-leiding was verheugd vanwege haar nieuwe mogelijkheden in haar buitenlands beleid, de erkenning door Westerse staten, en ook de toetreding (naast de Bondsrepubliek) tot de Verenigde Naties. Maar op lange duur brachten de Westerse ambassades in Oost-Berlijn problemen met zich mee: ontevreden DDR-burgers overhandigden kritische berichten over toestanden in de DDR of vroegen zelfs asiel aan.

## Overzicht verdragen

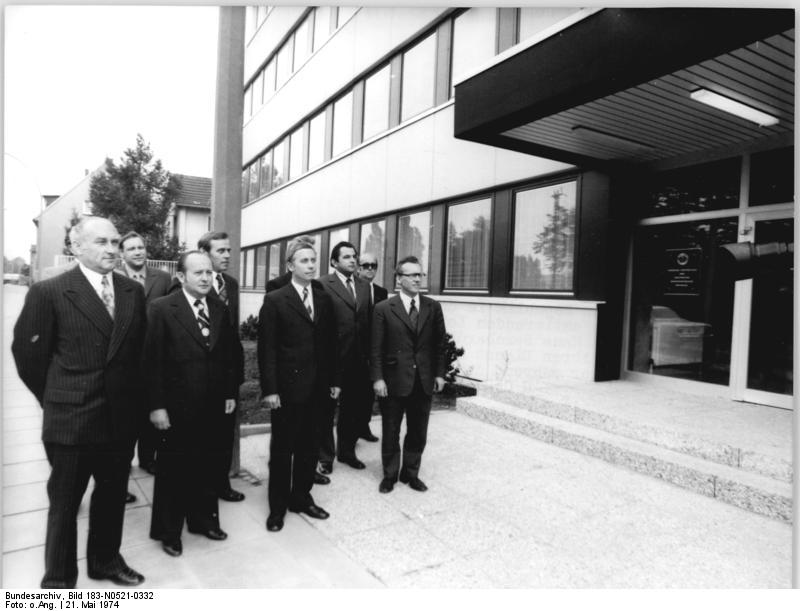
Ständige Vertretung van de DDR in Bonn, 1974

De Bondsrepubliek Duitsland sloot verschillende verdragen met de Sovjet-Unie en enkele satellietstaten van haar, namelijk Polen, Tsjechoslowakije en de DDR.
De belangrijkste verdragen die werden afgesloten in het kader van de Neue Ostpolitik waren:
- Het Verdrag van Moskou van 12 augustus 1970 met de Sovjet-Unie over de Oder-Neissegrens, de DDR en de status van West-Berlijn.
- Het Verdrag van Warschau van 7 december 1970 met Polen, ook over de Oder-Neissegrens. Op die dag maakte Brandt zijn bekende knieval voor het monument van het Joodse getto.
- Het Grundlagenvertrag van 21 december 1972 met de Duitse Democratische Republiek, over de onderlinge betrekkingen. Dit leidde in 1974 tot de installatie van Ständige Vertretungen (in plaats van ambassades).
- Het Verdrag van Praag van 11 december 1973 met Tsjechoslowakije, waarin de nietigheid van het Verdrag van München van 1938 werd bepaald.

Een gevolg van de nieuwe politiek was verder het Viermogendhedenakkoord over Berlijn van 1971.

## Citaten
- "Een volkenrechtelijke erkenning van de DDR door de Bondsrepubliek kan niet overwogen worden. Ook al existeren twee staten in Duitsland, ze zijn voor elkaar toch geen buitenland; hun betrekkingen met elkaar kunnen alleen van een bijzondere soort zijn." (Bondskanselier Willy Brandt in zijn regeringsverklaring op 28 oktober 1969)[5]
- "Van Duitsland te redden wat te redden valt eist meer moed, meer fantasie, meer werk, inclusief het gereed zijn zich te laten belasteren, dan het persisteren op enkele grootse beginselen die niet hebben voorkomen dat Ulbricht [de DDR-leider] steeds sterker is geworden tot aan het punt dat hij, misschien zonder tegenprestatie, internationaal dat krijgt wat hij wil." (Egon Bahr, SPD-politicus en medewerker van Brandt, in 1996)[6]
- "Terwijl men in Moskou en de andere hoofdsteden van het Oostblok erop uit was, door de akkoorden met het Westen de eigen heerschappij te vestigen, doelde de ontspanningspolitiek van het Westen ook de vrijheidsbeperkingen in het Oosten te overstijgen." (De historicus Wilfried Loth in 1998)[7]